# Syringa reticulata
Syringa reticulata; en chino, 暴马丁香 bao ma ding xiang; en japonés: ハシドイ hashidoi) es una especie de pequeño árbol perteneciente a la familia de las oleáceas. Es originaria del este de Asia, en Japón (principalmente en Hokkaidō), norte de China, Corea, y lejano este de Rusia.

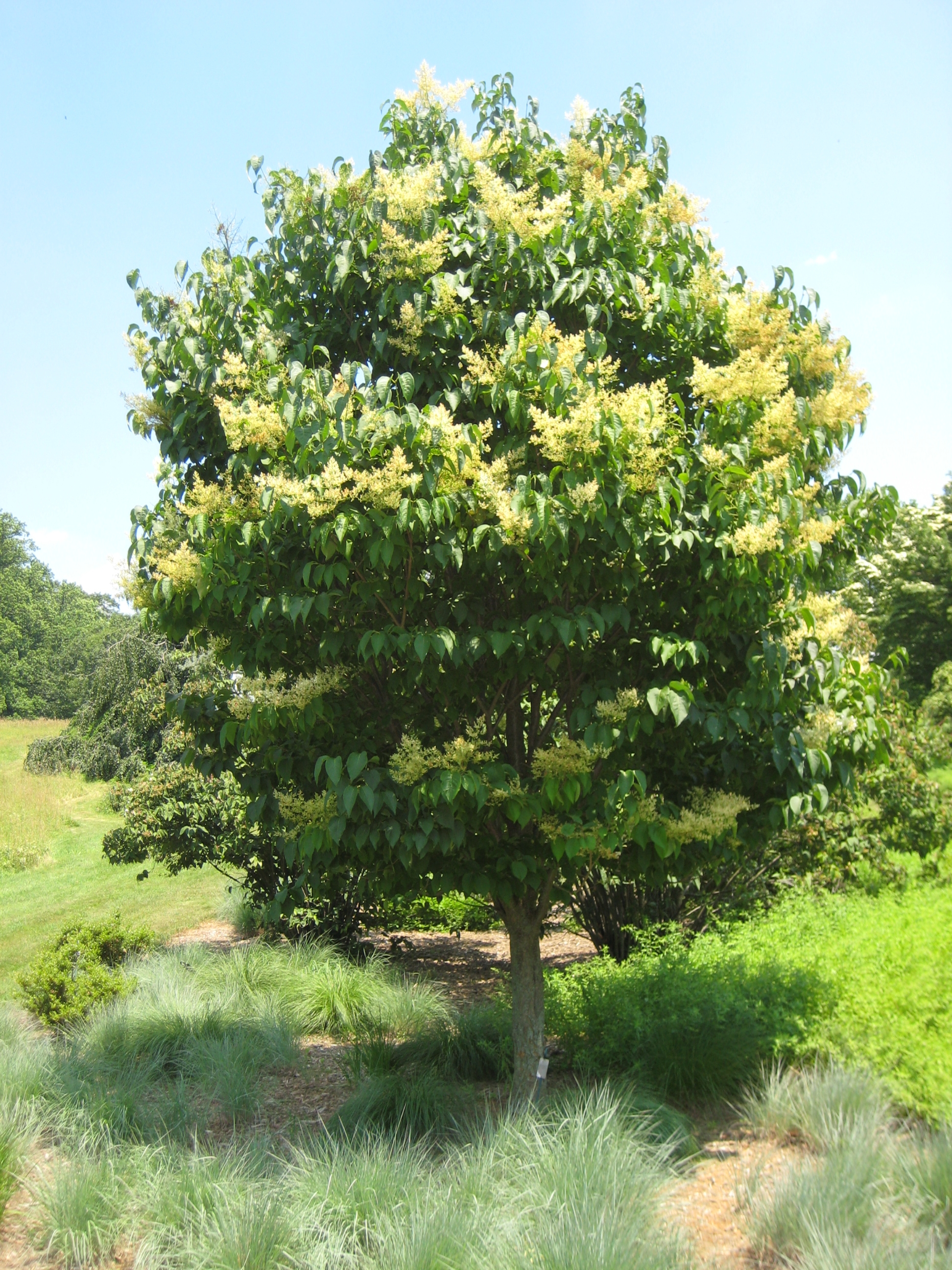
Vista del árbol

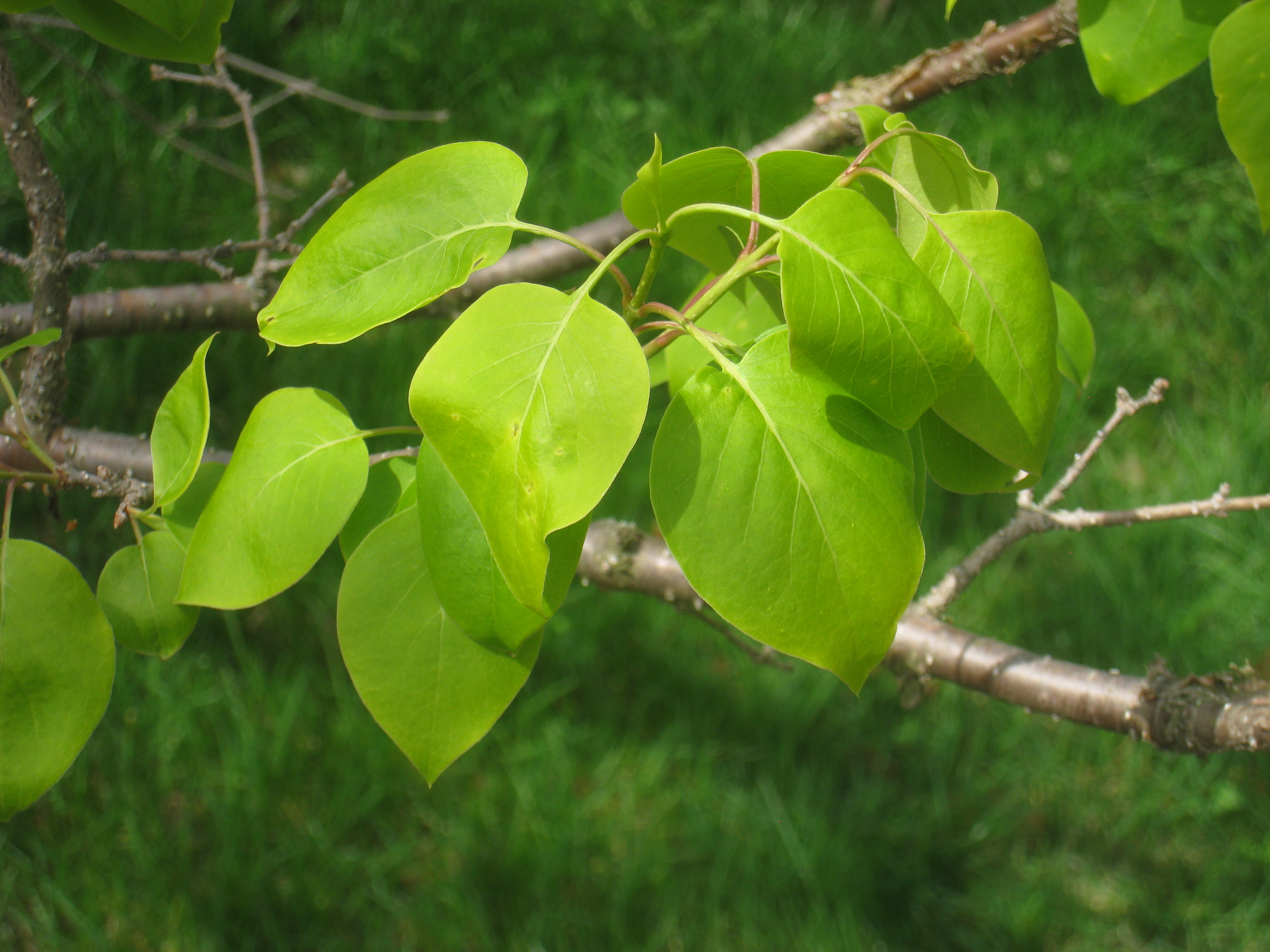
Hojas

## Descripción
Es un pequeño árbol caducifolio que alcanza un tamaño de hasta 12 m de altura, raramente 15 m, con un tronco de hasta 30 cm (raramente 40 cm) de diámetro, es la especie más grande de lila, y el único que regularmente produce un pequeño árbol en lugar de un arbusto. Las hojas son elípticas, agudas, de 2.5-15 cm de largo y 1-8 cm, con un margen entero, y una textura rugosa con vetas ligeramente impresionadas. Las flores son de color blanco o blanco crema, la corola con una base tubular de 4-6 mm de largo y con cuatro lóbulos y una fuerte fragancia. Las inflorescencias se producen en amplias panículas de 5-30 cm de largo y 3-20 cm de ancho en el comienzo del verano. El fruto es una cápsula seca, suave marrón de 15-25 mm de largo, partiéndose en dos para liberar a dos aladas semillas.

## Taxonomía
Syringa reticulata fue descrita por (Blume) H.Hara y publicado en Journal of Japanese Botany 17(1): 21. 1941.
Variedades
Tiene tres subespecies:
- Syringa reticulata subsp. reticulata. Japón.
- Syringa reticulata subsp. amurensis (Rupr.) P.S.Green & M.C.Chang (syn. S. reticulata var. mandschurica (Maxim.) H.Hara). Northeastern China, Corea, southeastern Rusia.
- Syringa reticulata subsp. pekinensis (Rupr.) P.S.Green & M.C.Chang. North-central China.

Sinonimia
- Ligustrina japonica V.N. Vassil.

subsp. amurensis (Rupr.) P.S.Green & M.C.Chang
- Ligustrina amurensis (Rupr.) Rupr.
- Ligustrina amurensis var. mandshurica Maxim.
- Ligustrina reticulata f. bracteata (Nakai) Nakai
- Ligustrina reticulata var. longifolia (Nakai) Nakai
- Ligustrina reticulata var. mandshurica (Maxim.) Nakai
- Syringa amurensis Rupr.
- Syringa amurensis f. bracteata Nakai
- Syringa amurensis var. longifolia Nakai
- Syringa amurensis var. mandshurica (Maxim.) Korsh.
- Syringa amurensis var. rotundifolia Lingelsh.
- Syringa ligustrina Leroy
- Syringa rotundifolia Decne.

subsp. pekinensis (Rupr.) P.S.Green & M.C.Chang
- Ligustrina amurensis var. pekinensis (Rupr.) Maxim.
- Ligustrina pekinensis (Rupr.) Regel ex Dippel
- Ligustrina pekinensis var. pendula (F.L.Temple) Grosdem.
- Ligustrum pekinense (Rupr.) K.Koch
- Syringa amurensis var. pekinensis (Rupr.) Maxim.
- Syringa ligustrina var. pendula F.L.Temple
- Syringa pekinensis Rupr.
- Syringa pekinensis var. pendula (F.L.Temple) Dippel

subsp. reticulata
- Ligustrina amurensis var. japonica Maxim.
- Ligustrina japonica (Maxim.) L.Henry
- Ligustrina reticulata (Blume) Nakai
- Ligustrum reticulatum Blume
- Syringa amurensis var. japonica (Maxim.) Franch. & Sav.
- Syringa japonica (Maxim.) Decne.[6]